# Chongxin
Chongxin, tidigare stavat Tsungsin, är ett härad inom Pingliangs stad på prefekturnivå i provinsen Gansu i nordvästra Kina.
Chongxin är indelat i två stadsdelsdistrikt, fyra köpingar, två socknar och en administrativ enhet på sockennivå.
Stadsdelsdistrikt (jiedao):

- Chengshi Shequ Guanli Weiyuanhui (城市社区管理委员会街道)
- Xinyao(新窑街道) [a]

Köpingar (zhen):

- Baishu (柏树镇)
- Huangzhai (黄寨镇)
- Jinping (锦屏镇)
- Xinyao (新窑镇) [a]

Socknar (xiang):

- Huanghua (黄花乡)
- Mulin (木林乡)

Område på sockennivå:
- Wuju Nongchang jordbruk (五举农场)